# フランス労働党 (POF)

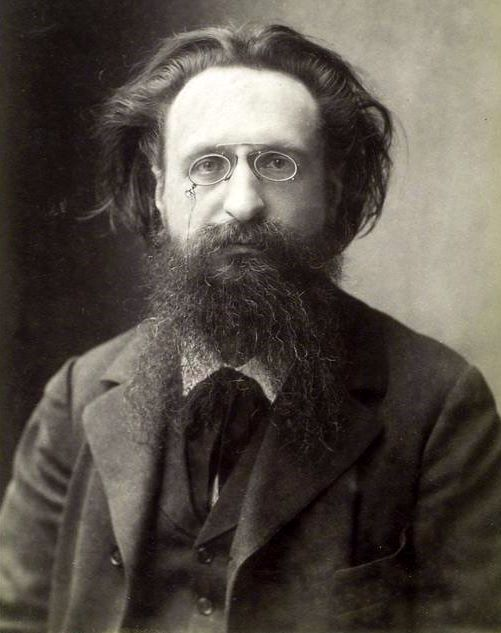
ジュール・ゲード / 党の創立者・指導者の一人。

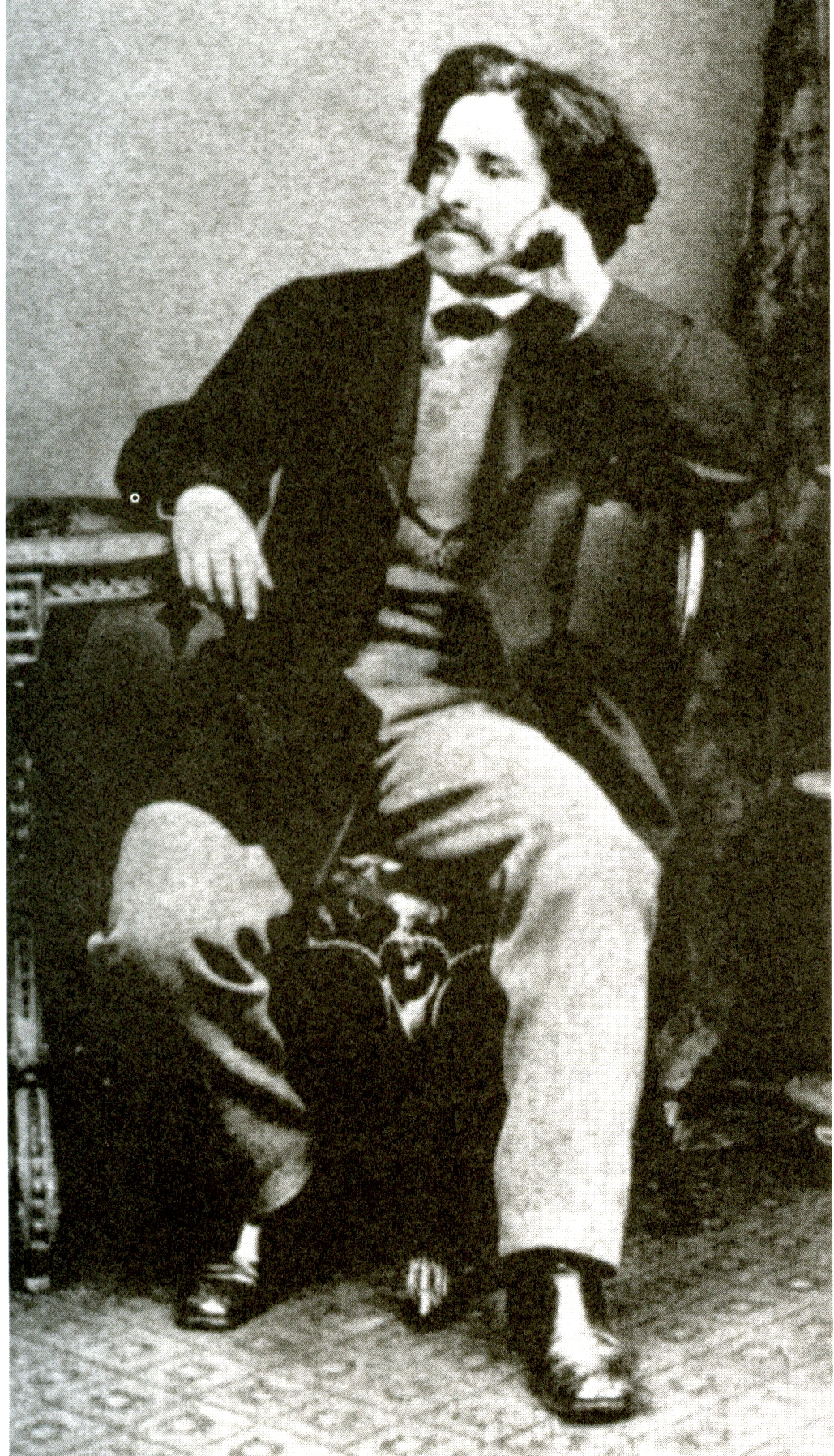
ポール・ラファルグ / マルクスの娘婿で党の創立に参加。

フランス労働党（フランスろうどうとう / フランス語: Parti Ouvrier Française）は、1880年に結成され1901年まで存続したフランスの社会主義政党。略称は「POF」。

## 概要
フランス最初の本格的社会主義政党で、現在のフランス社会党およびフランス共産党の源流にあたる。

## 沿革
1879年、パリ・コミューン参加者に対する恩赦が共和国政府によって行われると、社会主義者たちは公然活動を開始、マルセイユ大会を開催しフランス労働党の結党を決議した。これに基づきジュール・ゲード、ポール・ラファルグらはマルクスおよびエンゲルスらの協力により労働党の綱領を執筆、翌1880年のル・アーブル大会で承認を得て正式に結党した。
POFは民衆の離反を恐れて社会主義ではなく独特の「集産主義」革命を標榜、このスローガンのもとにマルクス主義者のみならず社会改良主義者・アナキスト・サンディカリストなどの左翼諸潮流が結集した。しかし結党翌年の1881年には選挙の失敗を批判してブランキスト・アナキストが離党し、さらに1882年ポール・ブルス（Paul Brousse）らの所謂「ポシビリスト」（改良主義者）がフランス社会主義労働者連盟（FTSF）として分離独立し、ゲードの指導が確立した。彼のもとでPOFはフランスへのマルクス主義理論の導入に貢献したが、当初その紹介はきわめて教条主義的・機械的であり、マルクスは「私に分かることは、私はマルクス主義者ではないということだ」と述べてゲード派の図式的なマルクス主義理解を皮肉った。また中央集権的な指導により労働組合を党の支配下に置こうとしたことは、労働組合からの反発とそれらが反政党的なアナルコ・サンディカリスムもしくは革命的サンディカリスムへと傾斜していく結果を生んだ。
1890年代になってPOFは教条主義・セクト主義的傾向を脱して近代政党となり、1898年の下院選挙には14名の当選者を出すなど合法運動で勢力を拡大したが、その一方で改良主義・議会主義へと傾き、革命への展望を放棄する結果となった。このためゲードは革命運動の建て直しのため方向転換を試み、ドレフュス事件など右翼の台頭に対して社会主義者が大同団結することを呼びかけた。しかし1899年のアレクサンドル・ミルランの入閣問題をめぐって社会主義者は支持派・反対派に分かれ激しく対立することとなり、POFは入閣反対で立場を同じくする革命的社会党（PSR）と合同し、1901年、フランス国社会党（PSDF）を結成した。